# Silogismos de la amargura
Silogismos de la amargura (en francés: Syllogismes de l'amertume) es un libro filosófico francés del autor Emil Cioran, publicado originalmente en 1952. El libro consta de aforismos y breves comentarios sobre temas como la religión, el suicidio y la literatura.
Silogismos de la amargura fue el segundo libro escrito en francés por Cioran, nacido en Rumania, después de Breviario de podredumbre, de 1949, y el primero en contener aforismos. Cioran afirmó que adoptó el aforismo porque «explicar me aburre muchísimo».

## Sinopsis
El texto está organizado en diez capítulos y dividido en pequeños fragmentos, ya sean breves pasajes o comentarios aforísticos; algunos de los cuales constan de una sola frase. Esta presentación contrasta con el trabajo anterior de Cioran, Breviario de podredumbre, que constaba de piezas algo más largas: reflexiones breves y pequeños ensayos. En Silogismos de la amargura, Cioran buscó desarrollar su dominio del francés, expresándose en fragmentos concisos.
El título original en francés del libro era Syllogismes de l'amerture, traducido literalmente como Silogismos de amargura. El título original hace referencia tanto al estilo de presentación como a la negatividad del tema. El contenido del libro no son silogismos literales, sino breves florituras retóricas, a veces sugestivas de un argumento. Algunos elementos incluyen una o dos declaraciones, seguidas de una conclusión vagamente relacionada:

En el punto más bajo de nuestros fracasos, captamos de repente la «esencia» de la muerte; —una percepción-límite, refractaria a la expresión; una derrota metafísica que las palabras no pueden perpetuar. Esto explica por qué, sobre este tema, las interjecciones de una anciana analfabeta nos iluminan más que la jerga de un filósofo.

A diferencia de otras obras anteriores de Cioran, Silogismos de la amargura no tiene un tema unificador, aparte de su estilo aforístico más breve. En las cumbres de la desesperación se había centrado en las emociones negativas, De lágrimas y de santos estaba dedicado a las vidas de los santos cristianos y Breviario de podredumbre se concentraba en el tema de la decadencia, tanto a nivel individual como social. Silogismos de la amargura es, en cambio, una serie de comentarios breves (frecuentemente negativos) sobre temas que son consistentes en toda la obra de Cioran, como la historia, el amor y la religión.

Me encantan esas naciones de astrónomos: caldeos, asirios, precolombinos, que, por amor al cielo, quebraron en la historia.

Cuanto más desengañada está la mente de un hombre, más se arriesga, afligido por el amor, a reaccionar como una colegiala.

La Creación fue el primer acto de sabotaje.

El libro contiene varias repeticiones de ideas que Cioran había expresado en su trabajo anterior. La cita anterior sobre los astrónomos es una reelaboración de un pasaje similar que se encuentra en su anterior obra en rumano De lágrimas y de santos. Para Cioran, los astrónomos antiguos que pasan a la oscuridad son preferibles a las figuras históricas bien documentadas, porque estos últimos alcanzan frecuentemente su notoriedad a través de guerras y atrocidades. En De lágrimas y de santos, la versión más larga del pasaje de Cioran continúa, reconociendo ambos tipos de sociedad:

Una nación que no ama ni el cielo ni las conquistas terrenales no se le debe permitir vivir. Sólo hay dos maneras de morir bien: en un campo de batalla o bajo la mirada de una estrella.

Otro ejemplo de repetición lo encontramos en el desprecio de Cioran por el mundo. La presunción de que el mundo «no merece ser conocido» también se encuentra en En las cumbres de la desesperación, su primer libro.

Objección al conocimiento científico: este mundo no «merece» ser conocido.

El fragmento final de Silogismos de la amargura es también una elaboración de una idea introducida previamente en De lágrimas y de santos. En este último, Cioran introdujo la idea de los antiguos ermitaños egipcios que cavaban sus propias tumbas en el desierto para llorar en ellas. En Silogismos de la amargura, Cioran actualizó la idea, indicando que no reaccionaría ante la situación con tristeza, sino que esperaría morir con apatía.

Cuando apenas era un adolescente, la perspectiva de la muerte me sumió en un trance; para escapar de ellos, corrí al burdel, donde invoqué a los ángeles. Pero, con la edad, te acostumbras a tus propios terrores, no haces nada más para desvincularte de ellos, te vuelves bastante burgués en el Abismo. — Y aunque hubo un tiempo en que envidiaba a aquellos monjes egipcios que cavaban sus propias tumbas para derramar lágrimas en ellas, si yo cavara la mía ahora, lo único que arrojaría allí serían colillas de cigarrillos.

## Recepción
Publishers Weekly llamó a Silogismos de la amargura el «equivalente existencial» de Cioran de Diccionario del Diablo, y describió su escritura como «áridamente inteligente» y «lacónica e intensa». Patrick Madden señaló que los aforismos de Silogismos de la amargura «gotean cinismo y desesperación», y describió a Cioran como un «bribón irascible, que esparce traviesamente sus semillas de discordia y descontento, pero lo hace de manera tan hermosa que el lector agradece el soliloquio fragmentario entre las páginas, aprende de ello, cambia a partir de él».
En una reseña del New York Times de 1999, Albert Mobilio elogió la traducción de Silogismos de la amargura, comparando la idiosincrasia de Cioran con la de Cosmo Kramer. Mobilio afirmó que «la cualidad de arte naif confiere al acto de morir una comedia resbaladiza que, en realidad, aumenta la seriedad». En 2020, Mobilio publicó Same Faces, una colección de poemas inspirada en Silogismos de la amargura.
Silogismos de la amargura vendió 2.000 copias en los primeros veinte años de su lanzamiento, lo que Cioran calificó como «un gran éxito», y dijo que era su libro más leído en Francia.

### Texto de origen
Cioran, Emil (1999). All Gall is Divided. Arcade. ISBN 9781948924238.  Prefacio de Thacker, Eugene.

### Citas
1. 1 2  «E. M. Cioran». Itineraries of a Hummingbird (en inglés). Consultado el 25 de junio de 2021.
2. ↑  Cioran 1952,, p. 78.
3. ↑  Cioran 1952,, p. 124.
4. ↑  Cioran 1952,, p. 112.
5. ↑  Cioran 1952,, p. 96.
6. 1 2  Cioran, Emil (1995). Tears and Saints. University of Chicago Press. pp. 95, 110. ISBN 9780226106748.
7. ↑  Cioran, Emil (1992). On the Heights of Despair. University of Chicago Press. p. 49. ISBN 9780226106717.
8. ↑  Cioran 1952,, p. 28.
9. ↑  Cioran, Emil (1995). Tears and Saints. University of Chicago Press. pp. 95, 110. ISBN 9780226106748.
10. ↑  Cioran 1952,, p. 151.
11. ↑  «Nonfiction Book Review: All Gall Is Divided». Publishers Weekly (en inglés). Consultado el 25 de junio de 2021.
12. ↑  Madden, Patrick (2005). «Fourth Genre: Explorations in Nonfiction». Michigan State University Press 7 (2): 119.
13. ↑  Mobilio, Albert. «All Gall Is Divided». New York Times. Consultado el 25 de junio de 2021.
14. ↑  Leuzzi, Tony (2 de febrero de 2021). «ALBERT MOBILIO with Tony Leuzzi». The Brooklyn Rail (en inglés estadounidense). Consultado el 25 de junio de 2021.

- Datos: Q107451774